# 塞特34足球俱樂部
塞特34足球俱樂部（FC Sète 34）是法國的一家足球俱樂部，主場位於塞特。球隊創建於1914年，前身是1900年創建的塞特奧林匹克足球俱樂部。在1930年代，塞特曾兩次稱霸法國甲組足球聯賽和法國盃，球隊於2023年解散。